# Elizabeth Banks
Pour les articles homonymes, voir Banks et Mitchell.
Cet article concerne une personnalité du cinéma américain. Pour la coureuse cycliste britannique, voir Elizabeth Banks (cyclisme).
Elizabeth Banks, née le 10 février 1974 à Pittsfield, (Massachusetts, États-Unis), est une actrice, productrice, réalisatrice et scénariste américaine,.
Elle fait ses débuts au cinéma dans le film indépendant à petit budget Surrender Dorothy (1998), mais c'est au début des années 2000 qu'elle se fait connaître du grand public en incarnant Betty Brant, la secrétaire du rédacteur en chef du Daily Buggles Jonah Jameson, dans la série de films Spider-Man, avant d'obtenir une importante et large reconnaissance avec son rôle de libraire dans la comédie 40 ans, toujours puceau en 2005.
En 2008, elle prête ses traits à Laura Bush dans W. : L'Improbable Président, d'Oliver Stone et plus tard, elle tient le rôle d'Effie Trinket dans Hunger Games (2012) et ses suites. À la télévision, elle est connue pour avoir incarné les personnages récurrents du docteur Kim Briggs dans Scrubs et Avery Jessup dans 30 Rock.
En 2013, elle réalise un segment du film à sketch My Movie Project, mais elle se lance véritablement dans la réalisation en 2015 avec le film Pitch Perfect 2, après avoir produit et joué dans le premier volet. Par la suite, elle réalise Charlie's Angels, troisième volet de la série de films du même nom, qui est le premier projet qu'elle contrôle totalement, lui permettant de mettre également en avant ses talents de productrice, scénariste ainsi que d'actrice.
En décembre 2016, le site Box Office Mojo l'a classée à la 32e place des acteurs ayant généré le plus de recettes au box-office et à la 6e place des actrices dans cette même catégorie.

## Biographie

### Famille
Fille de Mark, ouvrier dans une usine de General Electric et d'Ann Mitchell, employée de banque,, Elizabeth est l'aînée de quatre enfants. Enfant, elle est candidate au jeu télévisé Finders Keepers, diffusé sur Nickelodeon. En 1992, elle obtient son bac au lycée de Pittsfield, où elle fut membre de la Massachusetts Junior Classical League. Par la suite, elle étudie à l'université de Pennsylvanie, faisant partie des Delta Delta Delta (elle y décroche une licence d'arts magna cum laude en 1996). Elle poursuit par des études de théâtre à l'American Conservatory Theater's Advanced Training Program, à San Francisco, d'où elle ressort diplômée en 1998. Après l'obtention de son diplôme, elle s'installe à New York.

## Carrière

### Débuts
En 1998, elle commence sa carrière d'actrice au cinéma avec le film indépendant Surrender Dorothy, suivi d'une apparition dans la série New York 911, où elle incarne la fille du capitaine d'une brigade de la police new-yorkaise.
En 2000, elle apparaît dans le remake Shaft, incarnant une amie d'une victime de crime, et dans un épisode de Sex and the City. Pour éviter d'être confondue avec l'actrice Elizabeth Mitchell (Juliet dans Lost : Les Disparus), elle prend comme nom de scène Elizabeth Banks.
La suite de ce début de carrière est marquée par la comédie Wet Hot American Summer, partageant pour la première fois la vedette avec Paul Rudd, et le drame Ordinary Sinner, restés inédits en France, suivis d'une apparition dans un épisode de la série télévisée FBI : Portés disparus. Malgré son échec critique et commercial, Wet Hot American Summer devient rapidement culte aux États-Unis.
C'est à partir de 2002 qu'elle va se faire connaître du grand public, en apparaissant dans le blockbuster Spider-Man. Elle y prête ses traits à Betty Brant, personnage mineur qu'elle reprendra dans les deux opus suivants, sortis respectivement en 2004 et 2007. Des années plus tard, elle révélera qu'elle avait auditionné pour le rôle de Mary Jane Watson, petite amie de Spiderman, mais qu'elle était « trop vieille » pour l'incarner, alors qu'elle a à peine quinze mois de plus que Tobey Maguire, l'interprète du super-héros. Le rôle est finalement allé à Kirsten Dunst.
Entre-temps, elle apparaît aux côtés de Madonna dans À la dérive, de Guy Ritchie, et fait surtout une apparition remarquée en employée de banque dans Arrête-moi si tu peux, de Steven Spielberg. La carrière cinématographique de la jeune femme est dorénavant lancée. Et en 2003, elle retrouve l'acteur Tobey Maguire dans le biopic équestre de Pur Sang, la légende de Seabiscuit, de Gary Ross, qui rencontre un succès public.
En 2005, elle apparaît dans quatre films restés inédits en France : Heights, Sexual Life, The Sisters et The Baxter. Mais ce n'est qu'avec la comédie 40 ans, toujours puceau, dans lequel elle incarne une employée de librairie nymphomane, et le film d'horreur Horribilis, qu'elle passe à des rôles plus importants. Les accueils critiques sont favorables,.

### Comédies et Biopics

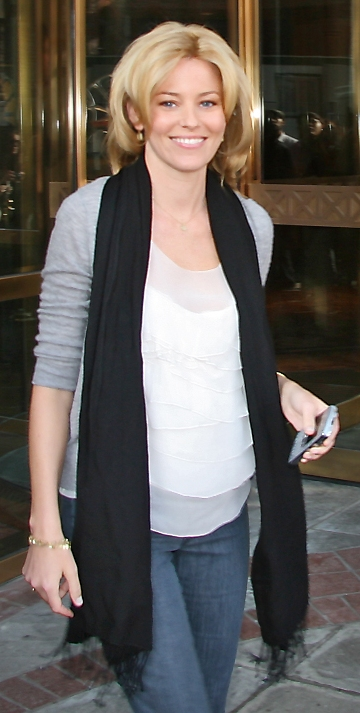
Banks au Festival international du film de Toronto, en septembre 2008, pour Zack et Miri font un porno.

Elle ne s'éloigne pas pour autant de la télévision, puisqu'en 2005, elle participe en tant que vedette invitée à la série Stella (en), puis obtient un rôle récurrent dans la série Scrubs, où elle incarne le docteur Kim Briggs durant 15 épisodes, entre 2006 et 2009. Parallèlement, elle se fait remarquer au théâtre, dans la pièce Bus Stop (en), de William Inge, dans laquelle elle incarne Cherie, séduisante blonde qui aspire à devenir chanteuse de cabaret.
En 2006, quand elle revient au drame, c'est de nouveau pour un biopic sportif avec Invincible, où elle est la petite amie du joueur de football américain incarné par Mark Wahlberg. Elle est aussi à l'affiche d'une comédie dramatique, Meet Bill, dans lequel elle a le premier rôle féminin aux côtés d'Aaron Eckhart et Jessica Alba. À la fin de l'année 2007, elle décroche un petit rôle dans la comédie potache Frère Noël.
L'année 2008 est chargée puisqu'elle est à l'affiche de six films, tous très différents.
D'abord avec la comédie sentimentale Un jour, peut-être, où elle y incarne l'une des trois petites amies du héros incarné par Ryan Reynolds, aux côtés de Rachel Weisz et Isla Fisher. Puis dans le premier rôle féminin de la comédie de science-fiction estivale Appelez-moi Dave, avec Eddie Murphy dans le rôle-titre. En septembre, elle fait partie de la distribution de la romance Lovely, Still, et en octobre donne la réplique à Seth Rogen dans une comédie potache réalisée par Kevin Smith, intitulée Zack et Miri font un porno, un énorme échec commercial.
Le même mois, elle revient au drame avec une fois encore un biopic, en prêtant ses traits à Laura Bush dans W. : L'Improbable Président, biopic d'Oliver Stone. Enfin, en novembre, elle retrouve le réalisateur de Wet Hot American Summer pour Les Grands Frères, un succès critique et commercial surprise.
Ses prestations dans ces films aux fortunes diverses lui attirent néanmoins les faveurs de la critique,.

### Progression dramatique et productrice

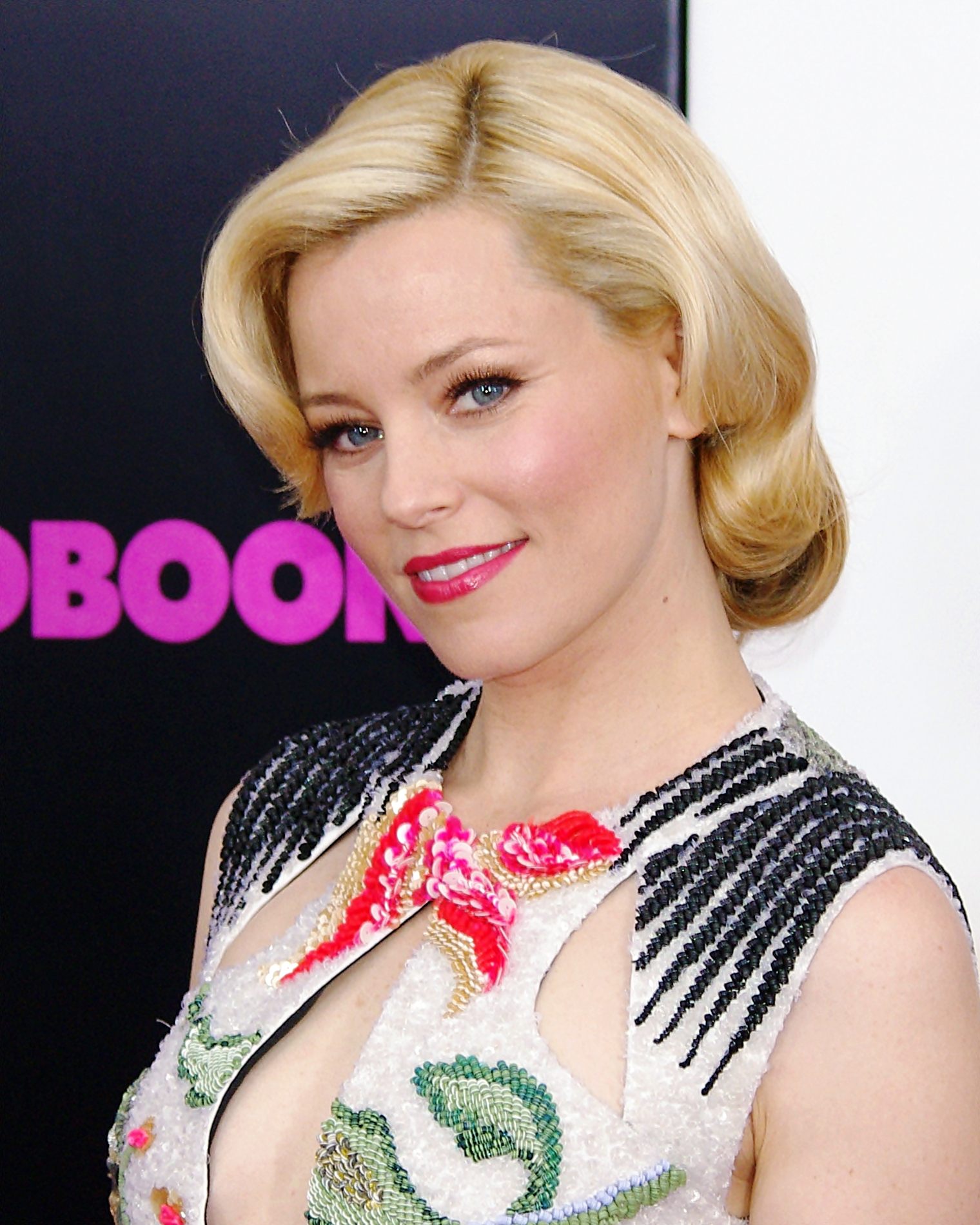
Elizabeth Banks lors de la première du film Ce qui vous attend si vous attendez un enfant, à New York, en mai 2012.

En 2009, elle échappe enfin au biopic pour son prochain rôle dramatique en incarnant une infirmière et belle-mère intrusive dans le thriller Les Intrus, remake du film d'horreur coréen Deux Sœurs. Elle fait parallèlement ses débuts comme productrice aux côtés de son époux Max Handelman avec le film de science-fiction Clones, avec Bruce Willis, un énorme échec critique et commercial. La même année, elle participe en tant que vedette invitée à la sitcom familiale Modern Family.
Ce pied à la télévision se concrétise par un rôle récurrent dans l'acclamée comédie satirique 30 Rock, durant neuf épisodes de la quatrième et cinquième saison, entre 2010 et 2012. Sa prestation lui vaut d'être nommé à l'Emmy Award de la meilleure actrice invitée dans une série télévisée comique en 2012.
Elle confirme au cinéma dans un registre dramatique avec le thriller Les Trois Prochains Jours, réalisé par Paul Haggis, et sorti en salles en novembre 2010. Pour ce remake du film français Pour elle, elle reprend le rôle de Diane Kruger, celui d'une femme accusée de meurtre et que son époux, désormais incarné par Russell Crowe, veut faire évader de prison.
L'année d'après, elle donne de nouveau la réplique à Tobey Maguire dans le drame The Details, puis retrouve Paul Rudd pour la comédie dramatique indépendante Our Idiot Brother, dont elle joue cette fois l'une des sœurs, aux côtés de Emily Mortimer et Zooey Deschanel. Elle fait parallèlement ses débuts de réalisatrice sur le court-métrage, Just a Little Heart Attack.
L'année 2012 marque alors un nouveau tournant.

### Seconds rôles à succès et réalisatrice
Elle remplace d'abord au pied levé Amy Adams pour deux films : le thriller Dos au mur, prêtant ses traits à une négociatrice de la police de New York, puis le drame People Like Us, où elle interprète la sœur du héros incarné par Chris Pine, mère célibataire et alcoolique. Elle apparaît aussi dans la comédie chorale Ce qui vous attend si vous attendez un enfant. L'échec critique et commercial du film est néanmoins éclipsé par un énorme succès surprise, celui de la comédie musicale Pitch Perfect, qu'elle produit.
La même année, elle réalise un segment de la comédie à sketches My Movie Project, dans laquelle elle tient également un rôle, et retrouve de nouveau le personnage de Sal dans un épisode de la quatrième saison de Modern Family,,.

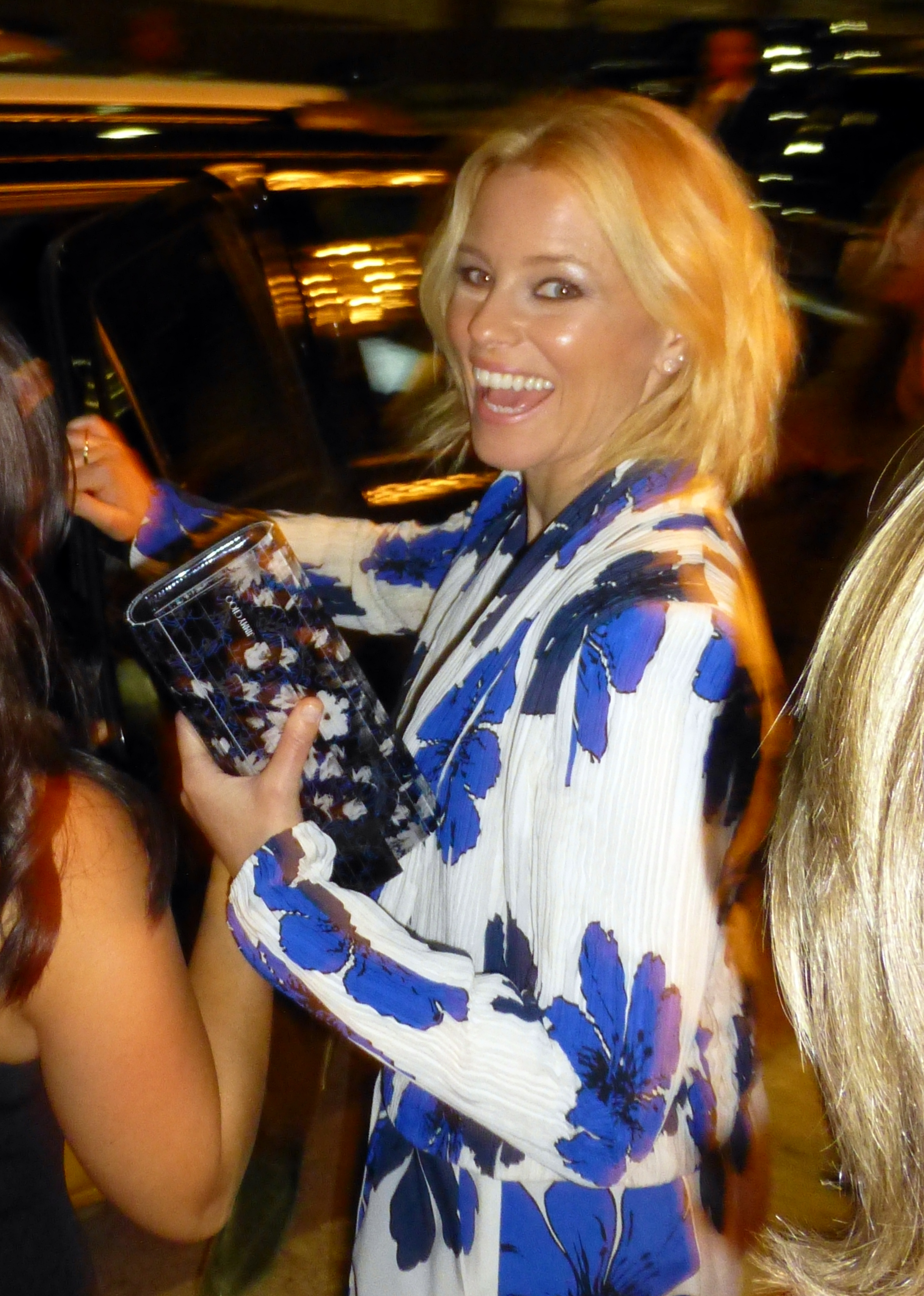
Banks à la première de Love & Mercy au Festival de Toronto, en septembre 2014.

Enfin, elle marque l'hiver en faisant partie de la distribution du blockbuster Hunger Games, adaptation du roman éponyme de Suzanne Collins, où elle prête ses traits à Effie Trinket, hôtesse des tributs du District 12. Dès sa sortie en salles, le film est encensé par la critique, et triomphe au box-office avec plus de 686 millions de dollars de recettes mondiales, demeurant son plus grand succès commercial à ce jour. Elle reprendra le rôle d'Effie pour la suite en 2013, Hunger Games : L'Embrasement, qui rencontre un accueil critique similaire, ainsi qu'un succès commercial supérieur au premier volet.
Fin 2014, le troisième volet de la saga Hunger Games connait un succès commercial et critique inférieur aux précédents films, mais néanmoins toujours largement satisfaisants, surtout à l'international. L'actrice est aussi la tête d'affiche du drame indépendant Little Accidents (en), dont la sortie nationale est reportée à janvier 2015, et de la comédie potache Blackout total, un échec critique et commercial. Elle participe néanmoins aussi à l'énorme succès surprise La Grande Aventure Lego, et donne la réplique à Diane Lane dans l'acclamé thriller indépendant Every Secret Thing.
L'année 2015 est marquée par des seconds rôles à des productions de premier plan, toutes des suites. Elle joue dans la comédie musicale Pitch Perfect 2, dont elle signe cette fois la mise en scène. Le film est un énorme succès, faisant un démarrage à 69 millions de dollars lors de son week-end d'ouverture aux États-Unis, ce qui est un record pour une réalisatrice débutante,, et une suite est commandée, qu'elle produira mais renonce à la réaliser.
Elle participe ensuite à la comédie dramatique Magic Mike XXL de Gregory Jacobs, avec toujours Channing Tatum dans le rôle-titre. Puis elle retrouve une dernière fois le personnage d'Effie Trinket pour Hunger Games : La Révolte, partie 2, de Francis Lawrence.
Enfin, elle interprète le premier rôle féminin du biopic musical Love and Mercy, celui de l'épouse du leader des Beach Boys, Brian Wilson.
Durant la première quinzaine de septembre 2015, elle fait partie du jury des longs-métrages du 72e Festival de Venise au côté notamment de Diane Kruger, sous la présidence d'Alfonso Cuaron.
En 2019, elle réalise le film Charlie's Angels. Elle y interprète également le personnage de Bosley "Boz".
En 2022, elle tient le premier rôle du film Call Jane de Phyllis Nagy, qui la met en scène dans le rôle d'une femme enceinte qui demande de l'aide au groupe Jane Collective (en) afin de pouvoir avorter, la grossesse mettant en danger sa santé.

### Vie privée

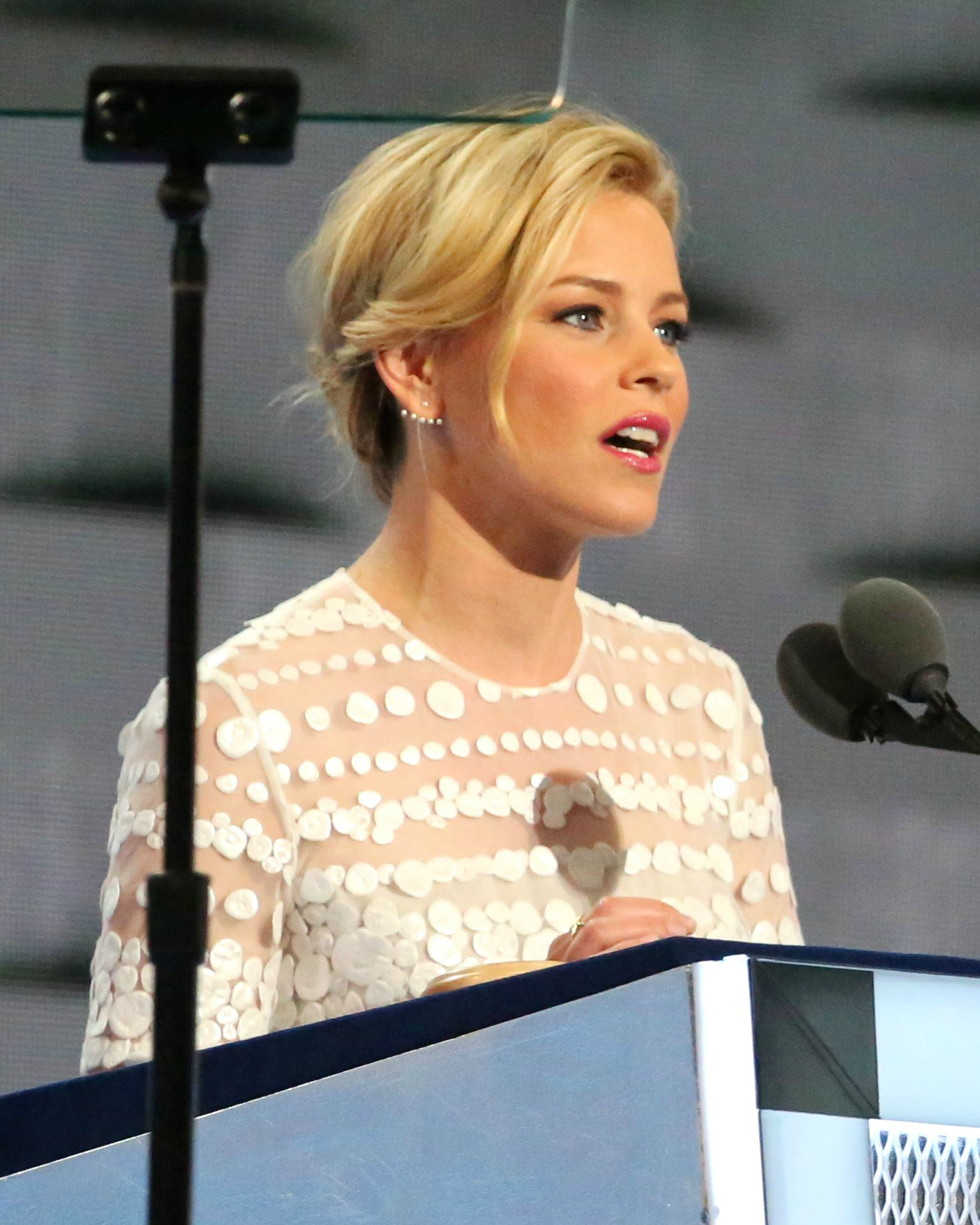
L'actrice en juillet 2016, à une convention démocrate à Philadelphia.

Depuis le 5 juillet 2003, elle est mariée avec Max Handelman, un ami de l'université qu'elle a rencontré le 6 septembre 1992. Elle s'est convertie au judaïsme lors de son mariage.
Après plusieurs tentatives infructueuses pour être enceinte, elle et son mari ont eu recours au service d'une mère porteuse. Fin mars 2011, naît grâce à ce procédé un garçon nommé Felix,,,.
En novembre 2012, elle annonce sur son blog qu'elle vient d'avoir un second enfant, également né d'une mère porteuse, nommé Magnus,.

## Filmographie
Sauf indication contraire, les informations mentionnées dans cette section peuvent être confirmées par la base de données cinématographiques IMDb,  présente dans la section « Liens externes ».

### Actrice

#### Cinéma

##### Longs métrages
- 1998 : Surrender Dorothy de Kevin DiNovis : Vicky (créditée Elizabeth Casey)
- 2000 : Shaft de John Singleton : une amie de Trey (créditée Elizabeth Maresal Mitchell)
- 2001 : Wet Hot American Summer de David Wain : Lindsay
- 2001 : Ordinary Sinner de John Henry Davies : Rachel
- 2002 : Spider-Man de Sam Raimi : Betty Brant
- 2002 : À la dérive (Swept Away) de Guy Ritchie : Debi
- 2002 : Arrête-moi si tu peux (Catch Me If You Can) de Steven Spielberg : Lucy
- 2003 : Pur Sang, la légende de Seabiscuit (Seabiscuit) de Gary Ross : Marcela Howard
- 2004 : Spider-Man 2 de Sam Raimi : Betty Brant
- 2004 : Sexual Life de Ken Kwapis : Sarah
- 2005 : Heights de Chris Terrio : Isabel
- 2005 : The Sisters d'Arthur Allan Seidelman : Nancy Pecket
- 2005 : 40 ans, toujours puceau (The 40 Year-Old Virgin) de Judd Apatow : Beth
- 2005 : Daltry Calhoun de Katrina Holden Bronson : May
- 2006 : Horribilis (Slither) de James Gunn : Starla Grant
- 2006 : Invincible d'Ericson Core : Janet Cantrell
- 2007 : Spider-Man 3 de Sam Raimi : Betty Brant
- 2007 : Meet Bill de Bernie Goldmann et Melisa Wallack : Jess Anderson
- 2007 : Frère Noël (Fred Claus) de David Dobkin : Charlene
- 2008 : Un jour, peut-être (Definitely, Maybe) d'Adam Brooks : Sarah Hayes / Emily Jones
- 2008 : Appelez-moi Dave (Meet Dave) de Brian Robbins : Gina Morrison
- 2008 : Zack et Miri font un porno (Zack and Miri Make a Porno) de Kevin Smith : Miriam "Miri" Linky
- 2008 : W. : L'Improbable Président (W.) d'Oliver Stone : Laura Bush
- 2008 : Les grands frères (Role Models) de David Wain : Beth
- 2009 : Les Intrus (The Uninvited) de Charles et Thomas Guard : Rachel Summers
- 2010 : Les Trois prochains jours (The Three Next Days) de Paul Haggis : Lara Brennan
- 2011 : The Details de Jacob Estes : Nealy Lang
- 2011 : Our Idiot Brother de Jesse Peretz : Miranda Rochlin
- 2012 : Dos au mur (Man On a Ledge) d'Asger Leth : Lydia Mercer
- 2012 : Hunger Games (The Hunger Games) de Gary Ross : Effie Trinket
- 2012 : Ce qui vous attend si vous attendez un enfant (What to Expect When You're Expecting) de Kirk Jones : Wendy Cooper
- 2012 : Des gens comme nous (People Like Us) d'Alex Kurtzman : Frankie
- 2012 : The Hit Girls (Pitch Perfect) de Jason Moore : Gail Abernathy-McKadden
- 2013 : My Movie Project (Movie 43) de James Gunn : Amy (segment « Beezel »)
- 2013 : Hunger Games : L'Embrasement (Hunger Games: Catching Fire) de Francis Lawrence : Effie Trinket
- 2014 : Little Accidents de Sara Colangelo : Diana Doyle
- 2014 : Every Secret Thing d'Amy Berg : détective Nancy Porter
- 2014 : Blackout total (Walk of Shame) de Steven Brill : Meghan Miles
- 2014 : Love and Mercy de Bill Pohlad : Melinda Ledbetter
- 2014 : Hunger Games : La Révolte, partie 1 (The Hunger Games: Mockingjay - Part 1) de Francis Lawrence : Effie Trinket
- 2015 : Pitch Perfect 2 d'elle-même : Gail Abernathy-McKadden
- 2015 : Magic Mike XXL de Gregory Jacobs : Paris
- 2015 : Hunger Games : La Révolte, partie 2 (The Hunger Games: Mockingjay - Part 2) de Francis Lawrence : Effie Trinket
- 2017 : Power Rangers de Dean Israelite : Rita Repulsa
- 2017 : Pitch Perfect 3 de Trish Sie : Gail Abernathy-McKadden
- 2018 : Carnage chez les Puppets (The Happytime Murders) de Brian Henson : Jenny
- 2019 : Brightburn : L’Enfant du mal (Brightburn) de David Yarovesky : Mme Breyer
- 2019 : Charlie's Angels d'elle-même : Rebekah « Bosley »
- 2022 : Call Jane de Phyllis Nagy : Joy
- 2023 : The Beanie Bubble de Kristin Gore et Damian Kulash Jr. : Robbie
- 2024 : A Mistake de Christine Jeffs : Beth Taylor
- 2024 : Skincare de Austin Peters : Hope Goldman
- 2025 : DreamQuil d'Alex Prager : Carol

##### Longs métrages d'animation
- 2014 : La Grande Aventure Lego (The Lego Movie) de Phil Lord et Chris Miller : Wyldstyle / Lucy (voix)
- 2019 : La Grande Aventure Lego 2 (The Lego Movie 2: The Second Part) de Mike Mitchell et Trisha Gum : Wyldstyle / Lucy (voix)
- 2023 : Migration de Benjamin Renner et Guylo Homsy : Pam Mallard (voix)

##### Courts métrages
- 2002 : Stella Shorts 1998-2002 (en) de Michael Ian Black, Michael Showalter et David Wain : la femme à la classe de yoga (court-métrage Yoga)
- 2009 : Big Breaks de David Krumholtz : Starlet
- 2011 : Just a Little Heart Attack d'Elizabeth Banks : la femme
- 2013 : Face in the Crowd d'Alex Prager : Face
- 2015 : Uber for Jen de Matt and Oz : Jen
- 2019 : Ru's Angels : Rebekah « Bosley » (court-métrage promotionnel pour Charlie's Angels)

#### Télévision

##### Téléfilms
- 2013 : Timms Valley de Steve Conrad : Beth Billings-Timms

##### Séries télévisées
- 1999 : New York 911 (Third Watch), épisode Œil pour œil (Patterns) (3-01) : Elaine Elchisak (créditée Elizabeth Maresal Mitchell)
- 1999 : La Force du destin (All My Children), 1 épisode : la serveuse
- 2000 : Sex and the City, épisode Politically Erect (2-03) : Catherine (créditée Elizabeth Maresal Mitchell)
- 2001 : New York, unité spéciale (Law and Order : Special Unit Victims) : épisode Classé X (Sacrified) (3-07) : Jaina Jansen
- 2002 : FBI portés disparus (Without a Trace), épisode Snatch Back (7-01) : Clarissa
- 2005 : Stella (en), épisode Meeting Girls (6-01) : Tamara
- 2006-2009 : Scrubs, 17 épisodes : le docteur Kim Briggs
- 2007-2008 : Wainy Days, épisodes Shelly (1-01), The Date (1-02) et Shelly II (6-03) : Shelly
- 2008 : Comanche Moon, 3 épisodes : Maggie
- 2009-2020 : Modern Family, 6 épisodes : Sal
- 2010-2012 : 30 Rock, 15 épisodes : Avery Jessup
- 2015 : Resident Advisors, épisode Motivational Speaker (4-01) : le docteur
- 2015 : The Muppets., épisode Pilot : Elizabeth Banks
- 2015 : Wet Hot American Summer: First Day of Camp, 6 épisodes : Lindsay
- 2017 : Wet Hot American Summer: Ten Years Later : Lindsay
- 2017 : Larry et son nombril, épisode Un petit problème en cuisine (9-03) : elle-même
- 2020 : Mrs. America : Jill Ruckelshaus (mini-série)
- 2025 : Complicités (The Better Sister) : Nicky Macintosh (mini-série)

##### Séries télévisées d'animation
- 2007 : American Dad!, épisode The Vacation Go (1-03) : Becky Arangino (voix)
- 2008 : American Dad!, épisodes 1600 Candles (1-04) et Escape from Pearl Bailey (5-04) : Lisa Silver (voix)
- 2012 : Les Griffin (Family Guy), épisode Into Fat Air (1-11) : Pam Fishman (voix)
- 2012 : Robot Chicken, épisode Robot Chicken's ATM Christmas Special (13-06) : Mrs. Claus / Shana 'Scarlett' O'Hara (voix)
- 2014 : Phinéas et Ferb (Phineas and Ferb), épisode Imperfect Storm (16-04) : Grulinda (voix)
- 2015 : Moonbeam City, 10 épisodes : Pizzaz Miller (voix)

#### Clips
- 2016 : Our Fight Song - Divers artistes (également interprète) : elle-même
- 2018 : Girls Like You - Maroon 5 : elle-même
- 2018 : Crushin' It - The Slay Team : Mogul Mama
- 2019 : Don't Call Me Angel - Ariana Grande, Miley Cyrus et Lana Del Rey : Rebekah « Bosley » (chanson du film Charlie's Angels)

### Productrice

#### Cinéma
- 2009 : Clones (Surrogates) de Jonathan Mostow (productrice associée)
- 2012 : The Hit Girls (Pitch Perfect) de Jason Moore
- 2015 : Pitch Perfect 2 d'elle-même
- 2017 : Pitch Perfect 3 de Trish Sie
- 2017 : La Femme la plus détestée d'Amérique (The Most Hated Woman in America) de Tommy O'Haver
- 2019 : Charlie's Angels d'elle-même
- 2023 : Crazy Bear (Cocaine Bear) d'elle-même
- 2023 : Bottoms d'Emma Seligman

#### Télévision
- 2015 : Resident Advisors (série télévisée) (productrice exécutive)

### Réalisatrice

#### Longs métrages
- 2013 : My Movie Project (Movie 43) (segment Middleschool Date)
- 2015 : Pitch Perfect 2
- 2019 : Charlie's Angels
- 2023 : Crazy Bear (Cocaine Bear)

#### Courts métrages
- 2010 : AIDS: We Did It!
- 2011 : Just a Little Heart Attack

### Scénariste
- 2019 : Charlie's Angels d'elle-même (d'après une histoire écrite par Evan Spiliotopoulos et David Auburn)

## Distinctions

### Récompenses
| Année | Récompense                   | Catégorie                          | Film(s)                              |
| ----- | ---------------------------- | ---------------------------------- | ------------------------------------ |
| 2003  | Young Hollywood Awards       | Nouveau visage passionnant         | —                                    |
| 2009  | Women in Film Crystal Awards | Face to the Future                 | —                                    |
| 2012  | MTV Movie Awards             | Meilleure transformation à l'écran | Hunger Games                         |
| 2013  | CinemaCon                    | Excellence d'interprète            | —                                    |
| 2014  | Razzie Awards                | Pire réalisateur                   | My Movie Project                     |
| 2015  | MTV Movie Awards             | Meilleure transformation à l'écran | Hunger Games : La Révolte 1re partie |
| 2015  | CinemaCon                    | Percée d'un cinéaste de l'année    | —                                    |

### Nominations
| Année              | Récompense                            | Catégorie                                        | Film(s)                            |
| ------------------ | ------------------------------------- | ------------------------------------------------ | ---------------------------------- |
| 2004               | Screen Actors Guild                   | Meilleur casting                                 | Pur Sang, la légende de Seabiscuit |
| 2006               | Fangoria Chainsaw Awards              | Chainsaw Award de la « relation de l'enfer »     | Horribilis                         |
| 2006               | MTV Movie Awards                      | Meilleur baiser                                  | Invincible                         |
| 2008               | Detroit Film Critics Society Awards   | Meilleure actrice dans un second rôle            | W. : L'Improbable Président        |
| 2011               | Emmy Awards                           | Meilleure actrice invitée dans une série comique | 30 Rock                            |
| 2012               | Emmy Awards                           | Meilleure actrice invitée dans une série comique | 30 Rock                            |
| MTV Movie Awards   | Meilleur casting                      | Hunger Games                                     |                                    |
| Teen Choice Awards | « Voleuse » de scène dans un film     | Hunger Games                                     |                                    |
| 2014               | San Diego Film Critics Society Awards | Meilleure actrice dans un second rôle            | Hunger Games : L'Embrasement       |
| 2014               | MTV Movie Awards                      | Meilleure transformation à l'écran               | Hunger Games : L'Embrasement       |
| 2014               | Milan International Film Festival     | Leonardo's Horse de la meilleure actrice         | Little Accidents (en)              |
| 2016               | Razzie Awards                         | Prix du repentant                                | NC                                 |

## Voix francophones
En version française, Marie-Eugénie Maréchal est la voix régulière d'Elizabeth Banks. Caroline Bourg, Laura Blanc et Odile Cohen l'ont doublée à cinq et quatre reprises.
Au version québécoises, l'actrice est régulièrement doublée par Viviane Pacal.